# Víctor Luis de Gaminde Mazarredo
Víctor Luis de Gaminde Mazarredo (Bilbao, 1801 – 23 de junio de 1870) fue un abogado, escribano, escritor y político bilbaíno. Ocupó los cargos de secretario de la Comisión económica creada tras la supresión de la Diputación Foral en 1841, así como en la posterior Diputación Provincial. Ideológicamente adscrito al liberalismo progresista, fue uno de los políticos más destacados dentro de la Diputación Provincial. También actuó como apoderado en distintos años, siendo también integrante de numerosas comisiones.

## Biografía

### Nacimiento
Era hijo de Benito Felipe Gaminde, gran comerciante de lanas y autor de la famosa memoria publicada en 1827 en la que analizaba las causas de la decadencia de las lanas españolas, y de María Josefa Mazarredo. Estudió la carrera de leyes y amplió su formación en Inglaterra donde según varias fuentes se adhirió al liberalismo constitucional. Se casó en dos ocasiones, la primera con su prima Eloísa Gaminde y la segunda con Francisca Alzuyeta.

### Trienio liberal
Durante el Trienio liberal fue miembro de las milicias nacionales que se organizaron en Bilbao para combatir a los realistas. Participó en la batalla de Ochandiano. En 1823 se alistó en el Ejército para oponerse a la invasión contrarrevolucionaria liderada por el duque de Angulema. En La Coruña se rindió y estuvo exiliado entre 1823 y 1824. Esta época la refleja en sus Confesiones a sus hijos, publicadas por Ángel Rodríguez y Herrero, donde al hablar de su pasado progresista dice: «...Impulsado por los padecimientos pasados contraje para mí mismo la obligación de sostener las instituciones libres que creía eran mi felicidad suprema y así del 20 al 23 [1820 al 1823] no hubo salida descomunal contra facciosos en la que no me hubiese hallado. El 23 [1823] quise servir en el exercito a mi costa, me hice soldado de caballería, me agregué a Ballesteros, y no reparó mi exaltación en lo duro que era verse mandado por un cabo y sometido a la ordenanza militar (...). Del 23 al 31 emigré y gasté la mejor porción de mi legítima». A su regreso ejerció de escribano. 

### Progresismoy antifuerismo en laprimera guerra carlista
Prosiguen sus Confesiones con el siguiente relato: «Del 32 hasta la revolución me vi precisado a recibirme de escribano si había de alimentar a mi familia». A continuación cuenta cómo se enfrentó activamente al levantamiento carlista de Bilbao: «El 2 de octubre del año 33 me armé espontáneamente para sofocar la rebelión, en tiempo en que nadie se atrevió a tanto, triunfaron los rebeldes, y procesado tuve que buscar mi salvación huyendo por una ventana, y con el disfraz de un marinero inglés, me introduje en Castro a bordo de un buque de esta nación (...). En el sitio de 1835 era sargento de Artillería y mandaba a los nacionales de mi arma en el fuerte de Larrinaga, fuerte que por sus sufrimientos merece un recuerdo honorífico en la historia (...). Me hallaba incorporado a la Compañía de Granaderos y sin faltar en ella a ningún servicio fui en los ratos de descanso en los días del primer sitio a servir la batería peligrosa del Teatro y en el de Eguía; cuando todos se esquivaban a permanecer en el cañón de la Sendeja, a 40 pasos del enemigo, me presté para ello, habiendo obtenido el ascenso a comandante en el campo de batalla a consecuencia de la muerte o inutilización de cuantos jefes me habían precedido (...). He aquí mi modo de proceder, y confío que me ruborizo de haber sido un eje para que otros prosperasen...» Alcanzó el grado militar de comandante. En 1837 publicó su análisis del comercio e industria vizcaína con el fin de justificar el traslado inmediato de las aduanas (Intereses de Bilbao. Examen de lo perjudicial que sería la permanencia del sistema foral en el siglo XIX al comercio e industria del país y a los liberales de Vizcaya, Bilbao, Imprenta de Adolfo Depont), donde ataca directamente a los fueros y al fuerismo, obstáculos según él, para la expansión económica de Vizcaya. En su análisis introduce el factor social o de clase y su programa se resumía en los siguientes términos: “libertad en realidad y no en nombre, prosperidad de Bilbao y del comercio e industria del país, que constituye en gran parte la fracción liberal de Vizcaya e Isabel II con la Constitución del año 37”. Tradujo, después, la obra del comerciante John Francis Bacon, titulada Six Years in Biscay (Londres, Smith & Co. and Corn Hill, 1838) que contiene noticias de primera mano sobre la guerra civil y cercos de Bilbao.

### Periodista fundador de El Vizcaíno Originario
Fue activo miembro de la tendencia liberal progresista. En 1840 fundó El Vizcaíno Originario, periódico liberal progresista opuesto a El Vascongado, portavoz de los fueristas y liberal-conservadores. El Vizcaíno Originario, homónimo de El Liberal guipuzcoano, era el órgano de los miembros que se reunían en la Sociedad Constitucional con sede en la calle Bidebarrieta, en oposición a la Sociedad Bilbaína, cuya sede se encontraba en la Plaza Nueva y era el centro de los fueristas y liberal conservadores. Gaminde fue el director y redactor de los artículos político-ideológicos del citado periódico. El periódico se convirtió preferentemente en un órgano de combate político-ideológico frente a los fueristas –liberal-moderados–. A Gaminde le abrieron varias causas judiciales. Así por ejemplo en la del 3 de junio de 1841 era acusado de “sedicioso por atacar las instituciones y autoridades del país un artículo del número 43 de El Vizcaíno Originario”. Era también el corresponsal en Bilbao del periódico editado en Madrid y portavoz de los liberales progresistas El Eco del Comercio.

### Apoyo a la regencia deEspartero(1841-1843)
Según el historiador Agirreazkuenaga, durante los años de 1840 y 1841 dirigió e impulsó una política de confrontación permanente contra los fueristas íntegros y liberales conservadores, denunciando su conspiración contra Espartero. El enfrentamiento llegó a tal grado que se batió en duelo con pistola en una huerta de Albia (Abando) contra Antonio Escosura, liberal-moderado, refugiado en Bilbao y conspirador antiesparterista. Gaminde acertó su tiro contra Escosura, que cayó en manos de Manuel Urioste de la Herrán y Pedro Pascual Uhagón, pero no murió: Escosura fue nombrado en 1845 corregidor de Vizcaya. Cuando en octubre de 1841 los liberales moderados fueristas se levantaron contra Espartero, tomó partido por este último y colaboró, según la obra de Delmas, en la represión que protagonizó el general Zurbano. Disuelta la Diputación foral, fue nombrado por el gobierno de Espartero secretario de la Comisión Económica que sustituyó transitoriamente a la Diputación foral y más adelante continuó como secretario de la Diputación provincial. Gaminde opinaba en 1842 que “el sistema de Vizcaya era oligárquico de opresión y del dominio de unos pocos”. 

### La versión progresista del arreglo foral
Cuando la Diputación foral fue suprimida en 1841 Gaminde fue nombrado secretario de la Comisión Económica y después de la Diputación provincial. Durante ese tiempo marcó la política de la Diputación provincial e imprimió un tipo de gestión que la diferenciara de las Diputaciones forales cuyos pilares eran reducción de personal y economía de gastos corrientes, introducción de la fiscalidad directa, impulso de la reactivación económica de manera que Vizcaya se convirtiera en provincia fabril al igual que Barcelona. Redactó junto a Pedro Lemonauria un proyecto de modificación de los fueros, aprobado por la Comisión Económica de Vizcaya el 22 de enero de 1842; este proyecto fue la versión progresista del arreglo foral. Trasladadas las aduanas y establecido el nuevo sistema judicial, restaba un arreglo definitivo entre el sistema foral y la Constitución española de 1837. En su proyecto se suprimían las Juntas Generales, cuyas competencias pasarían a la Diputación provincial, cuyos miembros eran elegidos por distritos. Se aceptaba el pago de un cupo anual a la Hacienda central y la conmutación por dinero del servicio militar. Pero este proyecto no fue aceptado por el gobierno central y provocó una crisis en las filas del progresismo. El 7 de octubre de 1842 aparecía la siguiente evaluación en El Vizcaíno Originario, probablemente de la mano de Victor Gaminde o Pedro Lemonauria: “Nos tienen desarmados.., queremos complemento de la ley de 25 de octubre de 1839.., sobresalen con demasiada fogosidad a favor de los fueros íntegros o de la íntegra aplicación del sistema general de la nación en Vizcaya a unos y otros diremos francamente que no somos de su comunión política”.

### Evolución hacia el moderantismo fuerista
A raíz del alzamiento de junio de 1843 y el triunfo de los liberales moderados, de nuevo tuvo que exiliarse. Hacia 1846 debió volver porque fue elegido en las Juntas Generales secretario de justicia y pronto se convirtió en secretario de la anteiglesia de Begoña y su apoderado en las Juntas Generales de 1848. A partir de esta fecha inició su evolución política e ideológica y llegó a defender con énfasis el sistema foral vigente. Se habían trasladado las aduanas, instaurado el sistema judicial, y por tanto se habían aplicado dos de las más importantes reformas institucionales que había preconizado. En su libro "Impugnación al proyecto llamado Arreglo de los Fueros de las Provincias Vascongadas presentado por la Comisión del Gobierno a las mismas provincias (Bilbao, J.E. Delmas, 1852)" se enfrentaba al gobierno de Bravo Murillo por entender que no respetaba la autonomía derivada del sistema foral tradicional. En la introducción escribió que “Vizcaya no es provincia de España, entendida esta expresión absolutamente, es un estado que contrató con otro más o menos poderoso, sin ceder lo que tenía, y esta contrata no ha sido debilitada por los soberanos inmediatos de la nación española hasta nuestros días”. En el mismo libro, la ley del 25 de octubre de 1839 la interpretaba en los siguientes términos: “La ley de 25 de octubre de 1839 fue el complemento del Convenio de Vergara: la interpretación de los sentimientos predominantes en el tratado de paz celebrado por el pacificador de España y las provincias consideradas como estado, en aquel acto sublime”. El historiador Agirreazkuenaga explica esta evolución en el sentido de que los liberales-progresistas empezaron a interpretar el sistema foral como la realización que prefiguraba un Estado federal, y que eso fue lo que contribuyó a un cambio radical sobre la política que les merecía el sistema foral. El 31 de julio de 1854 firmó junto a José Antonio Elizagárate un manifiesto titulado "Los progresistas de Bilbao al País Vascongado" en el que manifestaban el apoyo al alzamiento y a la nueva Junta de Gobierno y su programa se resumía en los siguientes puntos: “Restablecimiento de los ayuntamientos forales, nada de remoción de empleos, supresión del consejo provincial, de la Capitanía del puerto de Bilbao, de la comisaría de policía y sus dependencias, de las contribuciones de teatros y espectáculos públicos”.

### Carrera ascendente en la administración foral
Fue secretario oñacino en 1846-48; 1852-54; 1858-60 y secretario gamboíno en 1866-68. En las Juntas Generales de 1848 fue nombrado para la comisión de arreglo foral en representación de la merindad de Uribe, pero al parecer no participó en la elaboración del informe de la comisión. En las Juntas de 1850 fue nombrado para la comisión de hacienda y cuentas. En las Juntas de 1852, además de participar en numerosas actividades y comisiones, propuso la creación de una Escuela Normal en Bilbao para que los maestros conocieran “el idioma general de Vizcaya, el bascongado” y la propuesta fue aprobada. En las Juntas de 1858 participó en las comisiones de instrucción pública y en la de caminos y ferrocarril, pero lo más importante de ese año fue que por decreto del 20 de diciembre de 1858 fue nombrado administrador principal de arbitrios y peajes del Señorío, con el sueldo de 11.000 reales. En adelante la gestión de los impuestos y peajes se realizaría en administración directa. Esto suponía un cambio radical, ya que la Diputación se convertía en una sólida institución pública con un elevado número de funcionarios. El director de este cuerpo de funcionarios fue precisamente Víctor Luis de Gaminde, el otrora opositor al régimen foral. Una vez que se convirtió en alto funcionario de la administración foral, al parecer disminuyó ostensiblemente su actividad pública y política, y desconocemos su valoración sobre la Constitución de 1869 y el debate político-ideológico que se inició en Vasconia.